# NGC 2693
NGC 2693 (другие обозначения — UGC 4674, MCG 9-15-55, ZWG 264.35, PGC 25144) — эллиптическая галактика (E1) в созвездии Большой Медведицы. Открыта Уильямом Гершелем в 1790 году.
Галактика довольно быстро вращается, со скоростью 100—150 км/с. Эта галактика имеет форму трёхосного эллипсоида с отношениями малых осей к большой, равными 0,90 и 0,72. В центре NGC 2693 присутствует сверхмассивная чёрная дыра массой 1,7⋅109 M⊙. Масса балджа галактики и её дисперсия скоростей вполне соответствуют той, которая ожидается из наблюдаемой для множества галактик связи этих параметров с массой чёрной дыры. Отношение звёздной массы к светимости галактики составляет 2,35 M⊙/L⊙.
Этот объект входит в число перечисленных в оригинальной редакции «Нового общего каталога».
Галактика NGC 2693 входит в состав группы галактик NGC 2857. Помимо NGC 2693 в группу также входят ещё 11 галактик.

## Компаньон
NGC 2693 имеет компаньона NGC 2694 — также эллиптическую галактику, открытую Джорджем Стони в 1850 году. Её центр по наблюдаемому излучению не совпадает с центром по кинематике. При исследовании этой пары галактик в дальнем инфракрасном диапазоне измеряется общий поток от двух галактик, в котором доля NGC 2694 оценивается как 12%.